# Ernest Chesneau

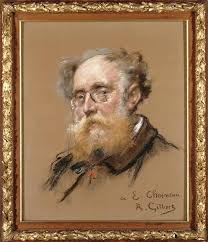
Portret van Ernest Chesneau, 1882.

Ernest Chesneau (Rouen, 9/4/1833, Parijs, 24/2/1890) was een Frans schrijver, dichter, kunsthistoricus en kunstcriticus.

## Biografie
Ernest was de zoon van Édouard Chesneau, luitenant-kolonel bij de Nationale Garde. Hij studeerde aan het college van Versailles en daarna aan het lyceum van Rouen. Vervolgens studeerde hij van 1848 tot 1850 aan de militaire school van Saint-Cyr. Hij koesterde het idee om schilder te worden, maar zijn ouders verzetten zich daartegen. Hij trad dan als gewoon soldaat in het leger in bij het 2e regiment van de huzaren in Carcassonne.
Na vier jaar verliet hij het leger en vestigde zich in Parijs met de bedoeling carrière te maken in de literatuur.
Chesneau begon zijn loopbaan in de journalistiek met de publicatie van gedichten en kunstkritieken in l'Appel in 1855. Hij werkte eveneens voor de Revue des races latines waarvoor hij een overzicht van het Parijse salon van 1859 publiceerde. Na een baan als corrector bij de Opinion nationale werd hij redactiesecretaris bij de Revue européenne. De artikels die hij voor dit tijdschrift maakt zullen later gebundeld worden in zijn La Peinture française au XIXe siècle. Les chefs d'école. In 1862 werd hij door l'Opinion nationale belast met het verslaan van de internationale tentoonstelling in Londen. In datzelfde jaar werd hij geïntroduceerd bij Émilien de Nieuwerkerke, algemeen directeur van de nationale musea, die hem aanstelde als verantwoordelijke voor de communicatie met de pers. Ondertussen bleef hij in een aantal tijdschriften waaronder de Constitutionnel publiceren.
In 1869 werd hij benoemd tot inspecteur des Beaux-Arts dankzij de steun van Émilien de Nieuwerkerke, maar hij zal in september 1870 als overtuigd Bonapartist ontslag nemen uit die functie bij de val van het Tweede Keizerrijk en de afkondiging van de Derde Franse Republiek. Dit maakt hem het leven niet makkelijker. Hij blijft voor allerlei tijdschriften schrijven. In 1874 wordt hij benoemd tot lid van bestuursraad van de Union centrale des beaux-arts appliqués à l'industrie, maar hij blijft tot aan zijn dood in 1890 kampen met financiële moeilijkheden.

## Betekenis
Men herinnert zich vandaag niet veel over Ernest Cheneau behalve dan zijn passie voor de Japanse kunst en enkele uitspraken over de impressionistische kunstenaars. Maar door zijn werken en artikels blijft hij een van de bijzonderste kunstcritici van zijn tijd. Hij was een van de eersten die in Édouard Manet een groot en belangrijk kunstenaar zagen en ging zelfs zo ver om diens Déjeuner sur l'herbe met het werk van Rafaël te vergelijken. Ook over het werk van Claude Monet, Le boulevard des Capucines was hij aanvankelijk de enige kunstcriticus die Monet prees voor de manier waarop hij de beweging en levendigheid van de menigte had weten vast te leggen.
Chesneau bleef ook als kustcriticus in de eerste plaats kusthistoricus, hij trachtte de kunstenaar te plaatsen in het perspectief van zijn tijd en zijn omgeving en hem te zien als een getuige van die periode. Men moest volgens hem een kunstwerk dan ook beoordelen uit een absoluut standpunt maar evengoed uit een relatief standpunt. Als dit vandaag misschien evident lijkt was het in de tijd van Chesneau een standpunt dat hem op een eenzame hoogte plaatste en illustreert dat hij blijkbaar een van de weinigen was die de grote veranderingen in het artistieke landschap van zijn tijd begreep en ten volle kon inschatten.

## Werken
Hierbij een lijst met de bijzonderste werken van Chesneau:
- La Peinture française au XIXe siècle. Les chefs d'école: L. David, Gros, Géricault, Decamps, Meissonnier, Ingres, H. Flandrin, E. Delacroix. Parijs: Didier, 1862.
- La Vérité sur le Louvre, le musée de Napoléon III et les artistes industriels: les intérêts populaires dans l'art. Parijs: E. Dentu, 1862.
- L'Art dans les résidences impériales. Compiègne. Parijs: Impr. de E. Panckoucke, 1863.
- Mme de La Vallière (1644-1710), Parijs, Blaisot, 1864
- L'Art et les Artistes modernes en France et en Angleterre. Parijs: Didier, 1864.
- Les Nations rivales dans l'art: peinture, sculpture. L'art japonais. De l'influence des expositions internationales sur l'avenir de l'art. Parijs: Didier, 1868.
- Réflexions politiques sur la littérature, la presse et l'esprit public. Parijs: Impr. de Bourdier, Capiomont fils et Cie, 1869.
- L'Art japonais: conférence faite à l'Union centrale des beaux-arts appliqués à l'industrie, le 19 février 1869. Parijs: A. Morel, 1869.
- L'Eau-Forte en 1877. Trente eaux-fortes originales et inédites, par trente des artistes des plus distingués. Parijs: Vve A. Cadart, 1877.
- Notice sur G. Régamey. Parijs: Librairie de l'art, 1879.
- La Chimère. Parijs: G. Charpentier, 1879.
- Peintres et Statuaires romantiques: P. Huet. - Petits Romantiques. - L. Boulanger. - A. Prault. - Klagmann. - C. Dutilleux. - E. Delacroix. - Th. Rous. Parijs: Charavay, 1880.
- Le Statuaire J.-B. Carpeaux. Sa vie et son œuvre. Parijs: Quantin, 1880.
- Constant Dutilleux. 1807-1865. Parijs: Charavay frères, 1880.
- L'Éducation de l'artiste. Parijs: Charavay frères, 1880.
- Pierre Puget. Parijs: Hachette (« Bibliothèque de l'enseignement des beaux-arts »), 1882.
- Artistes anglais contemporains: J. E. Millais, Ed. Burnes-Jones, W. B. Richmond… Parijs: Librairie de L'Art, 1883.
- École française. Les estampes en couleurs du XVIIIe siècle. Debucourt, Lavreince, Fragonard, Janinet, Huet, Taunay, Descourtis, Regnault, Saint-Aubin, etc. Parijs: J. Lemonnyer, 1885.
- L'Œuvre complet d'Eugène Delacroix, peintures, dessins, gravures, lithographies, catalogué et reproduit par Alfred Robaut, commenté par Ernest Chesneau, collab. de Fernand Calmettes. Parijs: Charavay frères, 1885.
- Joshua Reynolds. Parijs: J. Rouam (« Les Artistes célèbres »), 1887.

- Bibliothèque nationale de France: cb12462550s (data)
- Gemeinsame Normdatei: 129182486
- International Standard Name Identifier: 0000 0001 0869 0737
- Library of Congress Control Number: no91026920
- Base Léonore: LH//520/16
- Nationale Bibliotheek van Tsjechië: xx0184419
- Nationale Bibliotheek van Israël: 987007281286005171
- Nederlandse Thesaurus van Auteursnamen: 106942840
- Système universitaire de documentation: 033801371
- Trove: 1181046
- Union List of Artist Names: 500315795
- Virtual International Authority File: 9945783
- WorldCat: E39PBJwxGKBG9HQcWhBkcr9hpP